# Chikhli
Chikhli, Chikoli o Chinchli fou un petit estat tributari protegit, del grup d'estats Dangs, governat per una dinastia bhil, al districte de Khandesh, presidència de Bombai, entre el riu Tapti i les muntanyes Satpura limitat al nord per Kadmal, a l'est pel pas de Balbuna, al sud per Garat i Kotya Dongar i a l'oest per Mograpada. La població el 1881 era de 1.444 habitants i la superfície de 440 km². Els ingressos s'estimaven el 72 lliures. L'estat rebia un subsidi del govern britànic de 300 lliures per una taxa que cobrava un ancestre del sobirà; el subsidi fou cancel·lat en el temps de Ram Singh. El sobirà vers 1880 era Jiva Bhavan, que portava el títol de wasawa i era un dels principals caps de la regió de Mehwas o Mewas. La seva residència era a Kadmal. La successió seguia l'orde de primogenitura i el 1881 no tenia sanad d'adopció.
El 1818 el capità Briggs va concedir al cap Jiva una subvenció anual de 300 lliures i a canvi havia de mantenir una força d'11 cavallers i 40 infants per controlar la zona. El fill de Jiva, Kuvar Vasava, va entrar al servei del govern i va protegir el territori contra els bhils. El 1848 Kuvar Vasava es va revoltar i fou empresonat i el seu estat administrat pel governador del districte de Khandesh en nom del fill, Ramsing, al que es va entregar el poder el 1854. Ramsing va demostrar estat poc capacitat i el subsisi li fou retirat. El 1872 Ramsing es va veure implicat en un cas de bandidatge i el 1874 l'estat fou agregat i ell mateix deportat a Hydarabad al Sind, amb un subsidi mensual de 10 liures i l'estat administrat pel subagent polític. El va succeir vers 1880 el seu germà Jiva Vavan o Bhavan.